# Europastraße 6
Die Europastraße 6 (E 6) ist mit mehr als 3000 Kilometern die längste durchgehende Straßenverbindung in Skandinavien. Sie beginnt in Schweden am Ostsee-Fährhafen von Trelleborg, führt durch Westschweden und nahezu ganz Norwegen, und endet nahe der norwegischen Grenze zu Russland in Kirkenes an der Barentssee. Etwa das südliche Viertel der Strecke ist als Autobahn oder autobahnähnlich ausgebaut.

## Geschichte
Ursprünglich verlief die E 6 von Rom über Florenz, Verona, Innsbruck, München, Nürnberg, Leipzig, Berlin, Stralsund, Sassnitz-Trelleborg, Malmö, Göteborg, Oslo nach Trondheim. Als 1984 eine große Umstellung des Europastraßensystemes beschlossen wurde, behielt nur das Teilstück in Skandinavien seine alte Nummer, nun als E 6. Die anderen Teile wurden zur E 251, E 51, E 45 bzw. E 35. Die Funktion der Verbindung Italien-Skandinavien, die die alte E 6 durch den Eisernen Vorhang de facto schon verloren hatte, übernahm die neue E 45.
Der Ausbau zur Autobahn zwischen dem Großraum Malmö und Oslo wurde 2015 abgeschlossen.

## Erdrutsch
Gegen 2 Uhr morgens in der Nacht zum 23. September 2023 wurde bei Stenungsund, 50 km nördlich von Göteborg, ein ca. 700 m langer Abschnitt der E 6 und der daneben verlaufenden Ortsstraße mehrere Dutzend Meter weit durch einen Erdrutsch verschoben und beide Straßen dadurch unpassierbar. Im Februar 2024 wurden Pläne zur Wiederherstellung der Autobahn bekannt gemacht; Bis Ende 2024 wollte Trafikverket den Schaden repariert haben. Ende Juni 2024 machte Trafikverket bekannt, dass die Autobahn E 6 am Morgen des 5. Juli wiedereröffnet und die Vollsperrung damit aufgehoben wird, um etwa ein halbes Jahr früher als vorhergesehen.

## Verlauf
Die E 6 ist seit 2019 zwischen Vellinge (bei Trelleborg) und Hamar am Ostufer des Mjøsa (größter See Norwegens) durchgehend zu einer Autobahn mit je zwei getrennten Richtungsfahrbahnen ausgebaut (davon 10 km autobahnähnlicher Straße in Oslo). Von Hamar bis Tretten bei Øyer (nördlich von Lillehammer) wird der Verkehr auch kreuzungsfrei, aber vorwiegend einspurig geführt. Nur an einigen Steigungen gibt es drei Spuren, zwei für die Fahrt bergauf und eine für bergab. Der Autobahn- bzw. autobahnähnliche Ausbau erstreckt sich über 803 km.
Die E 6 führt bis dahin über mehrere besondere Bauwerke, wie die rund 1,7 Kilometer lange Schrägseilbrücke bei Uddevalla über den Sunningesund, die Svinesundbrücke an der Grenze von Schweden zu Norwegen, die über 1,4 Kilometer lange Mjøsabrücke bei Moelv oder die 2018 eröffnete 1,5 Kilometer lange Hängebrücke Hålogalandbrücke.
Von Tretten bis zu ihrem Endpunkt in Kirkenes ist die Straße eine normale Landstraße, sie weist teilweise auch sehr schmale kurvige und gebirgige Abschnitte auf und hat zahlreiche Brücken und Tunnel; auf einigen wenigen Abschnitten ist die E 6 jedoch auch in Mittelnorwegen kreuzungsfrei autobahnähnlich ausgebaut, z. B. nördlich von Ringebu und im Großraum Trondheim.
Im Streckenabschnitt zwischen Lillehammer und Trondheim quert die Straße die Gebirgslandschaft des Dovrefjell-Sunndalsfjella-Nationalparks. Weiter nördlich führt sie über mehrere Gebirgsübergänge wie z. B. Saltfjellet (hier überquert sie den Polarkreis), Kråkmofjellet, Gratangsfjellet, Kvænangsfjellet, Sennalandet und Hatter, die mit Schranken/Signalanlagen für im Winter wetterbedingt erforderliche zeitweise Sperrungen dieser Abschnitte ausgestattet sind. Es gibt mehrere sehr lange Tunnel auf der E 6 in Norwegen. Längster Tunnel der E 6 ist der im Jahr 2005 eröffnete fast neun Kilometer lange Korgfjelltunnel bei Mo i Rana, der gebaut wurde, da der Streckenabschnitt der E 6 über das Korgfjellet sehr oft im Winter unpassierbar war. Eine Besonderheit ist, dass die Straße im nördlichen Teil durch eine etwa acht Kilometer lange Fährstrecke über den Tysfjord (Meeresarm) unterbrochen ist.
Die gesamte Strecke ist in Norwegen und Schweden nur mit der Straßennummer E 6 gekennzeichnet.

## Besonderheiten
In den Wintermonaten sind bei schlechtem Wetter mehrere norwegische Streckenabschnitte der E 6 nur im Verfahren des Kolonnekjørings passierbar.
Viele Tunnel der E 6 sind für Radfahrer wegen schlechter Belüftung nicht passierbar, so dass Umfahrungen (oft mit Fähre) notwendig sind.
Der Ausbauzustand der E 6 wechselt sehr stark, besonders im Gebirge ist sie oft nur sehr schmal auf dem Niveau einer Kreisstraße ausgeführt.
Auf dem Abschnitt der E 6, der Teil der Stadtautobahn von Oslo ist, wird Maut erhoben. Ebenso auf mehreren neu gebauten Abschnitten und bei einigen Tunnels (Mautstationen).
Die Strecke von Trelleborg nach Kirkenes kann alternativ auch über die Europastraße 4 durch Schweden und die Europastraße 75 durch Finnland zurückgelegt werden; diese Variante ist rund 800 Kilometer kürzer als bei Benutzung der E 6.
Da die E 6 in einigen Regionen Norwegens die einzige durchgängige Straße ist, können ein einzelner Unfall oder eine weggespülte Brücke bereits zu erheblichen Schwierigkeiten und langen Umfahrungen führen. Ein Beispiel ist das Zugunglück bei Bjerka, bei dem am 24. Oktober 2024 ein Zug wegen eines Felssturzes entgleiste und die Böschung hinabrutschte. Der Lokführer verstarb, vier Zuginsassen mussten in ein Krankenhaus verbracht werden und die Lokomotive kam teilweise auf der E 6 zum Stehen. Die Strecke sowie die Straße blieben mehrere Tage lang gesperrt, bis die Schäden untersucht, beseitigt und behoben wurden.

## Projekte/Weiterer Ausbau
Statens vegvesen verfolgt intensiv den weiteren Ausbau der E 6, zahlreiche Projektierungen, Planungen und auch Baumaßnahmen sind in Arbeit.
In Mittelnorwegen soll der von der schwedischen Grenze bis Hamar durchgängig fertiggestellte Ausbau als vierstreifige Autobahn weiter bis Trondheim verlängert werden. Der Ausbau von Hamar bis Moelv wird 2020 abgeschlossen, mit dem Ausbau zur Autobahn zwischen Moelv und Øyer soll im Herbst 2020 begonnen werden, die Inbetriebnahme ist für 2025 geplant. Der weitere Abschnitt durch das Gudbrandsdalen bis Tretten ist bereits ausgebaut, der weitere Ausbau bis Otta in Planung, davon ist ein Abschnitt zwischen Ringebu und Sjoa bereits als Autobahn neu gebaut worden. Gleichzeitig ist auf der Gegenseite des Dovrefjell von Trondheim aus Richtung Süden zunächst bis Ulsberg (nähe Oppdal) der Ausbau zur vierstreifigen Autobahn in Bau. Nach Fertigstellung dieser beiden Großprojekte bis ca. 2025 fehlt dann als Lückenschluss nur noch der Ausbau zwischen Otta und Ulsberg (gesamt 149 km), um die Metropolregionen Oslo und Trondheim per Autobahn/kreuzungsfreie Schnellstraße miteinander zu verbinden. Außerdem sind weitere Ausbaumaßnahmen im Großraum Oslo geplant.
In Nordnorwegen sollen weitere Streckenabschnitte wetterunabhängiger und verkehrssicherer gemacht werden, um schnee- und eisbedingte Sperrzeiten von Streckenabschnitten bei den Gebirgsübergängen im Winter weiter zu reduzieren. Außerdem sollen Engstellen beseitigt und auch lokale Streckenverkürzungen und damit Fahrzeitverkürzungen realisiert sowie schmale, kurvenreiche oder mit starken Steigungen/Gefällen behaftete Abschnitte flacher gemacht und begradigt werden (auch um eine höhere Durchschnittsfahrgeschwindigkeit – vor allem für den Gütertransport (LKW) – zu ermöglichen und Anwohner besser vor der Verkehrsbelastung zu schützen). Hierzu sind Neu-/Umtrassierungen projektiert, die oft größere neue Brücken und lange Tunnel als Lösungen beinhalten.
Folgende Projekte sind beispielsweise in der Planung bzw. im Bau:
Projekt E 6 Oslo (Manglerudprojekt):

Im Bereich der Stadt Oslo ist geplant zwischen Klemetsrud und Abildsø die vorhandene Trasse auszubauen und zwischen Abildsø im Süden und Teisen im Norden eine vollständig neue Trasse der E6 zu bauen, um den Verkehrsfluss zu verbessern und die Belastung für die Anwohner zu verringern und gleichzeitig die Verkehrssituation für den Busverkehr (ÖPNV) und Radfahrer/Fußgänger zu verbessern. Die bestehende E 6 soll als Teil dieses Projektes zwischen Abildsø und Ulven/Teisen zurückgebaut werden zu einer normalen Gemeindestraße (Errichtung von Busspuren). Parallel dazu soll die neue Trasse zwischen Abildsø und Teisen östlich der bestehenden Trasse in Form eines sehr langen Tunnels (Manglerudtunnel, Länge ca. 4500 m) errichtet werden, welche künftig dann die einzige Strecke der E 6 durch Oslo bilden soll. Die neue Trasse soll sechsspurig werden bei zulässiger Höchstgeschwindigkeit von 80 km/h. Ebenso der Ausbau der bestehenden Trasse zwischen Klemetsrud und Abildsø. Außerdem soll das Autobahnkreuz Teisen umgebaut und der Fahrbahnteiler Ulven neu gebaut werden. 2016 wurde hierzu der Planungsauftrag erteilt. Baubeginn soll zwischen 2022 und 2027 sein.
Projekt E 6 Kolomoen – Moelv:

Der Autobahnausbau von Kolomeon bis Hamar ist bereits abgeschlossen. Vom derzeitigen Autobahnende südlich von Hamar soll die vorhandene kreuzungsfreie Schnellstraße bis Moelv zu einer vierstreifigen Autobahn ausgebaut werden. Die Bauarbeiten hierzu sind bereits weit fortgeschritten, die Inbetriebnahme ist für 2020 vorgesehen.
Projekt E 6 Moelv – Biri:

In Planung befindet sich der weitere Ausbau der vorhandenen kreuzungsfreien Schnellstraße zwischen Moelv und Biri; auch diese Strecke soll zur vierstreifigen Autobahn ausgebaut werden, Baubeginn 2020, Inbetriebnahme 2025 geplant.
Projekt E 6 Gudbrandsdalen Biri – Otta:

Ende Dezember 2016 wurde eine vollständig neue Trasse nördlich von Lillehammer zwischen Frya und Sjoa (Umfahrung Vinstra) in Betrieb genommen, Kernstück sind der Hundorptunnel (Länge 4300 m) und der 3600 Meter lange Teigkampentunnel; die neue Trasse ist eine kreuzungsfreie autobahnähnliche Schnellstraße mit allerdings lediglich einem Fahrstreifen pro Fahrtrichtung. Weitere Abschnitte, die zwischen Lillehammer und Otta noch nicht als kreuzungsfreie Schnellstraße ausgebaut sind befinden sich bereits in der Planungsphase zum Ausbau, so dass in den nächsten Jahren der autobahnähnliche Ausbau von Süden her durchgehend bis nach Otta reichen soll.
Projekt E 6 Ulsberg – Vindåsliene:

Von Ulsberg bis Vindalsliene wird die E 6 zu einer vierspurigen Autobahn ausgebaut. Die neue Strecke hat eine Gesamtlänge von 24,5 Kilometer; drei Tunnel und eine Brücke werden dazu gebaut. Die Inbetriebnahme ist für 2023 geplant.
Projekt E 6 Vindalsliene – Korporals Brücke:

Zur Erhöhung der Verkehrssicherheit und Verbesserung des Verkehrsflusses soll der bereits ausgebaute Abschnitt bei Støren in südlicher Richtung verlängert werden bis hinter Soknedal. Hierzu wird eine vollständig neue Trasse zur Umfahrung von Soknedal errichtet, die drei neue Tunnel und eine neue Brücke über den Fluss Sokna beinhaltet. Der längste Tunnel, der Soknedalstunnel, wird rund 3600 Meter lang. Baubeginn des ersten Teilabschnittes war 2015, der zweite Abschnitt befindet sich ebenfalls in Bau; die Inbetriebnahme ist für 2020 bzw. 2023 vorgesehen.
Projekt E 6 Håggåtunnelen – Skjerdingstad:

Um den Verkehrsfluss zu erhöhen, Anwohner zu entlasten und die Fahrzeit zu verkürzen soll auch der Abschnitt vom derzeitigen Ende der Ausbaustrecke bei Støren nördlich verlängert werden bis zur bereits vorhandenen kreuzungsfreien Schnellstraße, die ab Skjerdingstad Richtung Trondheim führt. Teil dieses Bauvorhabens ist der Bau des 2210 Meter langen Lundamotunnels (Ortsumfahrung) und die Errichtung des Fosstunnels (1680 m). Die 20 Kilometer neue Straße umfassende Maßnahme befindet sich im Planungsstatus und ist ebenso wie die Umfahrung von Soknedal Teil des Gesamtvorhabens, der Errichtung einer kreuzungsfreien Schnellstraße zwischen Ulsberg und Melhus auf der gesamten Länge.
Projekt E 6 Trondheim – Melhus:

Die bereits von Trondheim Richtung Melhus bis Heimdal bestehende vierspurige Trasse wurde um 8,1 Kilometer verlängert bis kurz vor Melhus. Baubeginn war 2015, die Inbetriebnahme erfolgte 2019.
Projekt E 6 Ranheim (Trondheim) – Værnes:

Die bestehende zweistreifige kreuzungsfreie Schnellstraße zwischen Ranheim und Værnes soll vierstreifig zur Autobahn ausgebaut werden, so dass von Trondheim bis zum Flughafen Trondheim bei Værnes die Fahrbahn in jede Richtung künftig durchgehend zwei Fahrstreifen aufweist. Ebenso soll die Tunnelsicherheit verbessert werden (Helltunnel, Stavsjøfjelltunnel, Væretunnel), auch durch Erhöhung der Verkehrssicherheit durch Wegfall des Gegenverkehrs in den Tunneln. Hierzu wird parallel zu den drei Tunneln jeweils eine zweite Röhre daneben gebaut. Mit dem Bau wird 2020 begonnen, die Inbetriebnahme soll 2025 erfolgen.
Projekt E 6 Kvithammer (Stjørdal) – Åsen:

Die rund 22 Kilometer lange Strecke vom derzeitigen Ausbauende der kreuzungsfreien Schnellstraße bei Kvithammer bis Åsen wird, da sie in einem schlechten Zustand, schmal und kurvenreich ist, neu projektiert, ausgebaut und zu großen Teilen auch deutlich umtrassiert, um die hügelige, kurvige Trasse zu begradigen und Steigungen/Gefälle zu reduzieren. Errichtet wird eine kreuzungsfreie Schnellstraße (dreistreifig, d. h. wechselsweise eine Fahrtrichtung zwei Fahrstreifen, Gegenrichtung ein Fahrstreifen). Die Planungen sind abgeschlossen, Baubeginn 2020/21, das Projekt soll bis 2025/26 fertiggestellt werden. Mit Ausführung dieses Projektes wird die bereits vorhandene Schnellstraße von Trondheim bis nach Åsen verlängert.
Projekt E 6 Åsen nord – Mære:

Der 50 Kilometer lange Abschnitt zwischen Åsen nord und Mære weist eine hohe Verkehrsbelastung auf, ist streckenweise jedoch sehr kurvig, schmal und in schlechtem Zustand. Daher soll die Straße ausgebaut und teils auch umtrassiert (neu gebaut) werden, um den Verkehrsfluss und die Verkehrssicherheit zu erhöhen, wobei der lokale Verkehr von der E 6 getrennt werden soll. Der Abschnitt von Vassmarka bis Ronglan (vor Levanger) wurde bereits ausgebaut; dort wurde die Fahrbahn erweitert und mit Mittelleitplanke und Überholspur versehen, die Inbetriebnahme dieser Strecke erfolgte 2018. In Kombination mit dem Projekt „E 6 Kvithammer – Åsen“ soll die E 6 von Trondheim bis Ronglan zur kreuzungsfreien Schnellstraße werden.
Projekt E 6 Kjæran – Fleskhus (Verdal):

Die rund vier Kilometer lange Strecke durch Verdal soll durch den Bau einer Überholspur (zweistreifig je Richtung) verbreitet und zur vierstreifigen Schnellstraße mit Mittelleitplanke ausgebaut werden. Die Planung hierzu wurde 2013 begonnen.
Projekt E 6 Selli – Asp:

Bei Asphaugen (nähe Steinkjer) soll die Fahrbahn saniert und teils auch umtrassiert werden. Die Detailplanung wurde 2016 begonnen.
Projekt E 6 Fjerdingen – Grøndalselva:

Zwischen Fjerdingen und der Grøndalselva (nördlich von Grong) soll die Fahrbahn auf einer Länge von 11 Kilometern saniert und teils auch umtrassiert werden (Begradigung), da die vorhandene Strecke teils schmal und sehr kurvig ist und damit den heutigen Anforderungen nicht mehr entspricht. Die Detailplanung wurde 2016 begonnen, die Realisierung ist für den Zeitraum 2018 bis 2023 vorgesehen.
Projekt E 6 Helgeland Süd:

Zwischen Osen (Südportal Korgfjelltunnel) und Mosjøen sowie zwischen Brenna und Flym und bei Majahaugen wird die Straße erneuert und ausgebaut, teils auch mit Umtrassierungen. Baubeginn ist Herbst 2016, die Fertigstellung ist für 2020 geplant. Grund für die Baumaßnahme ist in erster Linie, dass die Streckenabschnitte in schlechtem Zustand sind (Abschnitt Kulstad Tal – Åkvik – Mjåvatn instabile Bodenbeschaffenheit), die Fahrbahn sehr schmal und kurvig und vor allem für LKW nur langsam passierbar ist. Die Baumaßnahme wird im Rahmen eines Kontraktverfahrens durchgeführt, d. h. der Auftragnehmer ist für Konstruktion/Bau und den Betrieb der Streckenabschnitte (für 15 Jahre) verantwortlich. Die Gesamtlänge der Ausbaustrecke beträgt rund 78 Kilometer. Ziel ist es, die Kosten für die Instandhaltung und den Betrieb der Streckenabschnitte zu senken und die Verkehrssicherheit zu erhöhen. Auch sollen die Anwohner besser vor der Verkehrsbelastung geschützt werden.
Projekt E 6 Helgeland Kappskarmo – Brattåsen – Lien:

Auf dem Streckenabschnitt Kappskarmo – Brattåsen – Lien wird eine umfangreiche Straßenausbaumaßnahme mit größerer Umtrassierung vorgenommen; die neue E6 wird in diesem Abschnitt dann etwa zweieinhalb Kilometer kürzer sein als die alte Strecke, welche dann zu einer Gemeindestraße herabgestuft wird. Kernstück des Projektes ist die Ortsumfahrung von Trofors, welche vollständig neu gebaut wird und auf der Westseite herumführt und dort einen neuen Anschluss zur Straße 73 bekommt. Die neue Umfahrung wird mehrere Brücken und einen Tunnel aufweisen. Insgesamt werden 7,1 Kilometer zwischen Kappskarmo und Brattåsen neu gebaut und 15,2 Kilometer auf dem Abschnitt von Brattåsen nach Lien (in diesem Bereich gibt es schwierige Bodenverhältnisse, die umfangreiche Stabilisierungsmaßnahmen erfordern). Der Bau dieser Maßnahme erfolgt im klassischen Auftragsverfahren; nach Fertigstellung soll der Betrieb der Strecke durch den Betreiber der Strecke des Projektes Helgeland Süd erfolgen. Das Bauvorhaben soll bis 2020 fertiggestellt sein.
Projekt E 6 Helgeland Nord:

Zwischen Bolna und Fallheia wird die Strecke auf der gesamten Länge überarbeitet und ausgebaut, um den schlechten Streckenzustand und die Fahrbahnbreite zu verbessern sowie die Verkehrssicherheit zu erhöhen. Die Baumaßnahme erstreckt sich auf etwa 62 Kilometer, davon 47 Kilometer Ausbau bestehender Straße und 15 Kilometer Neubau. Sie wird im Rahmen eines Kontraktverfahrens durchgeführt, d. h. der Auftragnehmer ist für Konstruktion/Bau und den Betrieb der Streckenabschnitte (für 15 Jahre) verantwortlich. Baubeginn war im Herbst 2016, die Fertigstellung ist für 2020 geplant.
Projekt E 6 Sørelva – Borkamo:

Die rund 20 Kilometer lange Strecke im Saltdal zwischen Sørelva (nördliches Ende des Saltfjellet) und Borkamo soll ebenfalls überarbeitet und ausgebaut werden. Planungen hierzu sind 2016 angelaufen.
Projekt E 6 Sørfoldtunnele Megården – Mørsvikbotn:

Das Vorhaben sieht den Bau einer neuen Trasse mit neuen Brücken und Tunneln zwischen Megården und Mørsvikbotn vor, wobei vor allem die dort derzeit vorhandenen zahlreichen starken Steigungs-/Gefällstrecken durch Umtrassierung vermieden werden sollen. Das Projekt befindet sich im PLanungsstatus.
Projekt E 6 Mørsvikbotn – Ballangen:

Dieses Projekt hat eine Straßenlösung als Ersatz für die Fährstrecke über den Tysfjord (Unterwassertunnel oder Brücke oder erhebliche Umtrassierung) zum Ziel. Außerdem soll der Abschnitt von Mørsvikbotn bis zum Mørsviksee neu trassiert werden, da die bestehende Strecke in schlechtem Zustand, sehr kurvenreich und teils sehr steil ist. Ein weiteres Teilprojekt umfasst den Ausbau/Neubau zwischen Femtvasslia und Sandnesbotn (Kråkmofjellet). Davon wurde das Teilstück zwischen dem Femtvasslia und Kråkmo bereits fertiggestellt und 2016 in Betrieb genommen. Diese 5,1 Kilometer lange neue Strecke beseitigt einen Flaschenhals, der im Winter oft wetterbedingt gesperrt werden musste (Gebirgsübergang) und eine starke Steigung/Gefälle aufwies; sie umfasst den neuen Kråkmotunnel (Länge 520 m) und die neue Femtvasselvbrücke (Länge 77 m). Der zweite Teilabschnitt (Kråkmo – Sandnesbotn, Länge 3,4 km) ist 2020 noch im Planungsstatus.
Projekt E 6 Narvik (Sjømannskirka – Ornes):

Der durch Narvik führende Abschnitt der E 6 ist der unfallträchtigste Teil der E 6 in Nordnorwegen und weist eine sehr hohe Verkehrsbelastung auf. Aus diesem Grund soll zwischen Sjømannskirka und Ornes in der Stadt Narvik das Stadtzentrum östlich passierend ein langer Tunnel gebaut werden (Länge 1.365 m); damit kann die Innenstadt vom Durchgangsverkehr entlastet werden.
Projekt E 6 Hålogalandsbrua:

Die E 6 wurde zwischen Narvik und Øyjorda neu projektiert/trassiert und ein völlig neuer Übergang direkt von Narvik aus über den Ofotfjord gebaut. Dadurch wurde die Strecke um 18 Kilometer verkürzt; die Fahrzeit reduzierte sich um etwa 20 Minuten, da der Fjord nicht mehr über die Rombaksbrücke umfahren werden muss. Kernstück der neuen Trasse ist die Hålogalandsbrücke über den Ofotfjord, eine 1533 Meter lange Hängebrücke. Ferner wurde auf der Seite von Narvik eine 1,4 Kilometer lange neue Straße sowie der 270 Meter lange Ornestunnel als Zufahrt zur neuen Brücke gebaut. Auf der Seite von Øyjorda sind 3,5 Kilometer neue Straße zur Brücke sowie die Tunnel Storlikoll (330 m) und Trældal (1100 m, nicht Bestandteil des neuen Übergangs, sondern Teil der alten E 6 als Zuwegung zur E 10 Richtung Bjørnfell bzw. Verbindung der E 10 Richtung Lofoten) Bestandteil des Bauvorhabens, welches 2018 in Betrieb gegangen ist.
Projekt E 6 Stormyra – Bjerkvik:

Als Fortsetzung des Projektes Hålogalandsbrua soll zwischen Stormyra (Ende der Neubaustrecke von der Hålogalandsbrücke her) bis Bjerkvik die Trassierung optimiert und die Fahrbahn ausgebaut werden. Die Planung hierzu ist 2016 begonnen worden.
Projekt E 6 Olsborg – Heia:

Der Streckenabschnitt von Olsborg (bei Bardufoss) und Heia soll auf der gesamten Länge in drei Projektabschnitten saniert und verbreitert/ausgebaut werden. Dabei soll auch der Rastplatz Heia erweitert werden, teils sollen auch getrennte Rad-/Fußgängerwege ergänzt werden. Die Planung hierzu wurde 2016 aufgenommen.
Projekt E 6 Nordkjosbotn – Hatteng:

Die E6 soll zwischen Nordkjosbotn und Hatteng neu projektiert/trassiert werden.
Projekt E 6 Indre Nordnes – Skardalen:

Zur Streckenverkürzung wurde bei Manndalen der knapp 5.810 Meter lange Nordnesttunnel gebaut (Inbetriebnahme 2018). Dadurch verkürzte sich die Streckenlänge der E 6 um knapp 10 Kilometer.
Projekt E 6 Langslett – Sørkjosen:

Um den bestehenden Gebirgsübergang (Sørkjosfjellet) zwischen Sørkjosen und Langslett zu umgehen, wurde dort der Sørkjostunnel realisiert (Länge 4.670 m, Eröffnung 2018).
Projekt E 6 Kvænangsfjellet (Oksfjordhamn – Karvik):

Der bestehende Gebirgsübergang zwischen Oksfjordhamn und Karvik (Kvænangsfjellet) ist häufig wegen Wettereinflüssen und schwieriger Straßenverhältnisse nur erschwert passierbar und muss im Winter öfters wegen Schneeverwehungen gesperrt werden. Aus diesem Grund soll die alte Strecke über das Gebirge durch eine neue Trasse mit Tunnellösung ersetzt werden. Hierzu soll zwischen Tverrelva und Sandneselva eine vollständig neue Trasse mit drei längeren Tunnels (Mettevolliatunnel, Rakkeneslängstertunnel, längster Tunnel wird der Malingsfjelltunnel) gebaut werden. 2016 sind die Planungen bereits weit fortgeschritten.
Projekt E 6 Alta West Storsandness – Hjemmeluft:

Bei Storsandness wurde zur Verkürzung der Strecke der 3.800 Meter lange Áilegastunnel durch den Helligfjellet gebaut (Inbetriebnahme 2018). Ende 2016 wurde außerdem bei Alta zur Streckenverkürzung der 1.190 Meter lange Storvikatunnel zwischen Haslev und Møllnes für den Verkehr freigegeben. Ebenfalls im Dezember 2016 ist bei Melsvik zur Streckenverkürzung der 2.400 Meter lange Melsviktunnel in Betrieb genommen worden. Bereits fertiggestellt wurden weitere Abschnitte des Projektes Alta West, so z. B. die Strecke zwischen Langnesbukt nach Jansnes (2008), zwischen Jansnes und Haslev mit der Storelvabrücke und dem Talviktunnel (2015/16) sowie zwischen Møllnes über Kvenvik nach Hjemmeluft mit Kåfjordenbrücke, Sáhkkobátnitunnel, Tyskhaugtunnel, Aslakheimtunnel und Kvenvikelvbrücke (2013).
Projekt E 6 Ersatz von Brücken in Nord-Trøndelag, Nordland, Troms und Finnmark:

Es soll z. B. die alte Finneidstraumenbrücke bei Fauske (kombinierte Straßen-/Eisenbahnbrücke in Stahl-Fachwerkkonstruktion) durch einen 950 Meter langen Neubau ersetzt werden, um die derzeit verengte Fahrbahnbreite zu beseitigen. Weitere Brückenbauwerke der E6 in Nordnorwegen sollen ebenfalls erneuert werden, teils auch mit Umtrassierungen, um die Straßenlänge zu verkürzen, Gefällstrecken zu reduzieren oder das Trassé wetterunabhängiger zu bekommen (z. B. Midtengbekkenbrücke, Medbyelvbrücke, Skogstadbrücke oder Numedalbrücke). Auch die Tanabrücke wird bis 2018 durch eine moderne Schrägseilbrücke ersetzt, ebenso wird die Langfjordstrømmenbrücke bei Kirkenes erneuert. Auch die Nyelvbrücke bei Varangerbotn soll einschließlich der Zufahrtsstrecken erneuert werden. Ebenso die Vuolmmašjohkabrücke bei Olderfjord. Bei Grong ist geplant die Brücken über die Litjåa und die Fjerdingelva zu erneuern und die Strecke zwischen den Brücken auszubauen.

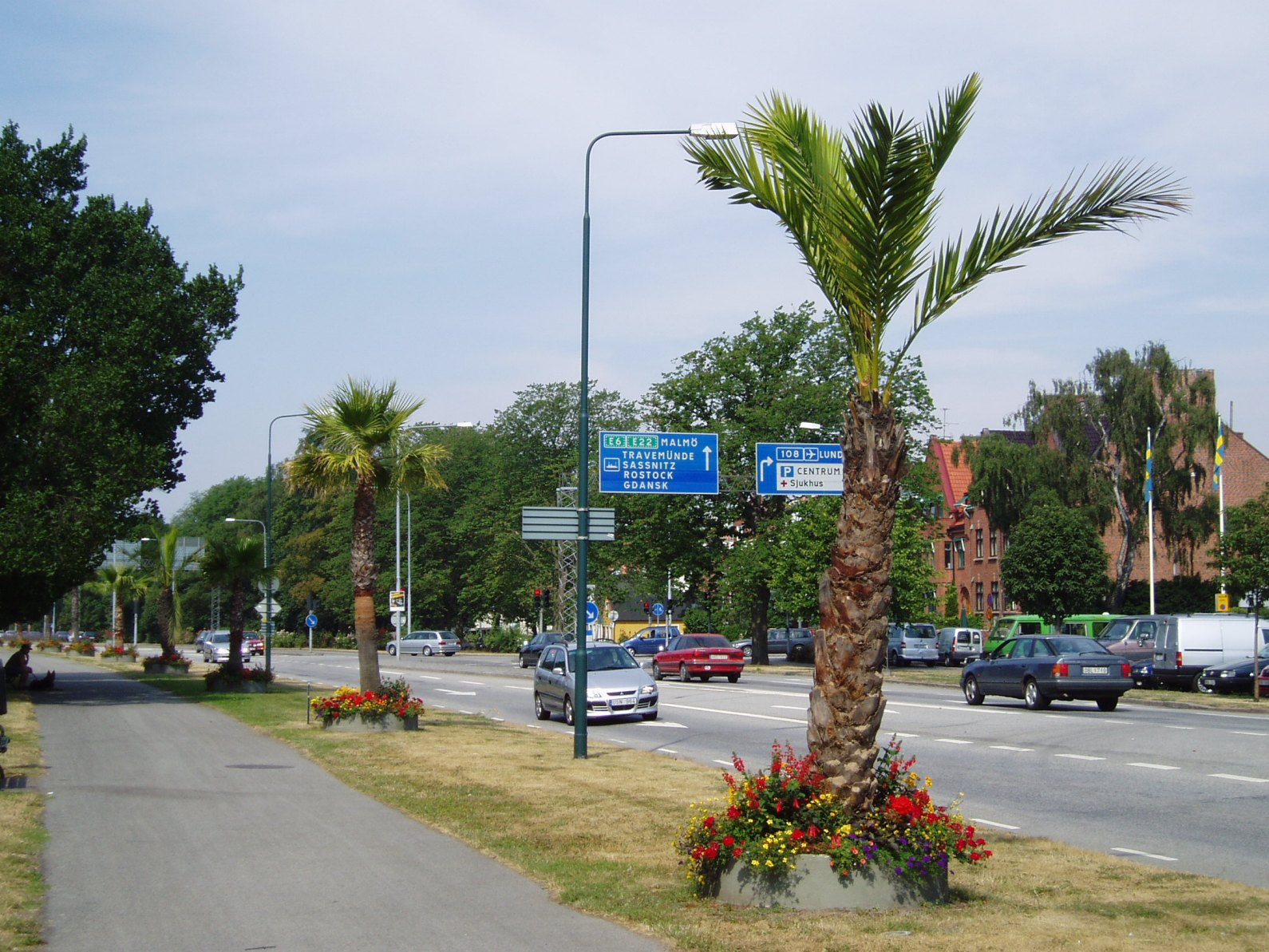
Beginn der E 6 in Trelleborg
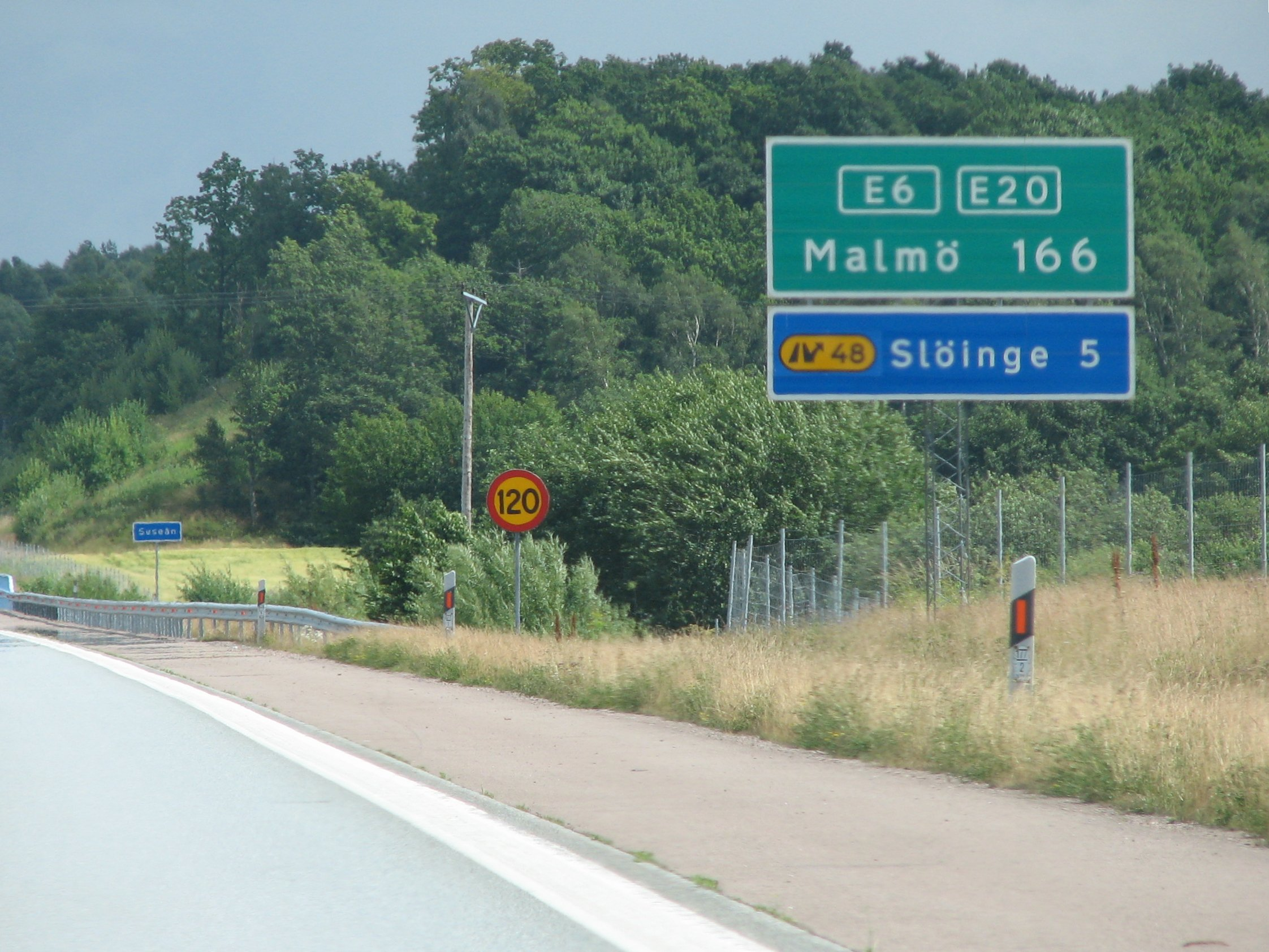
Streckenabschnitt mit erhöhter zulässiger Höchstgeschwindigkeit bei Falkenberg, Schweden
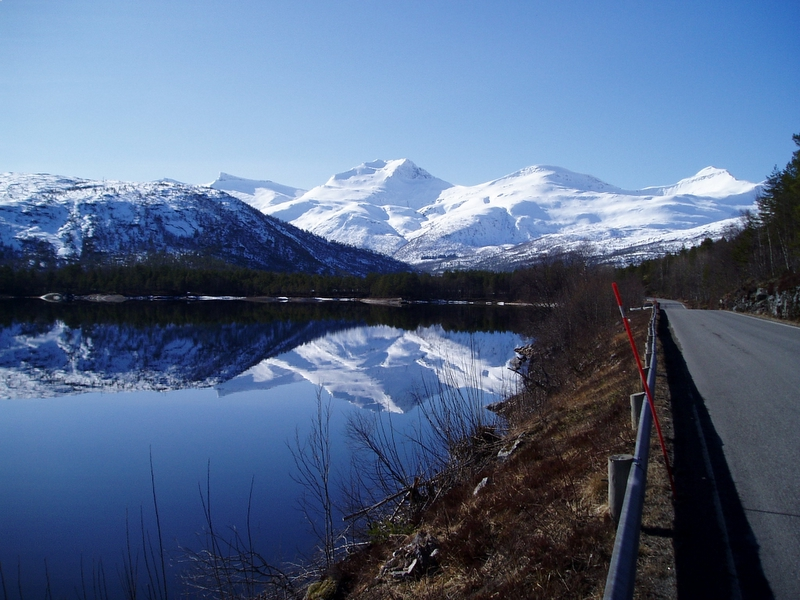
Europastraße 6 bei Tømmernes
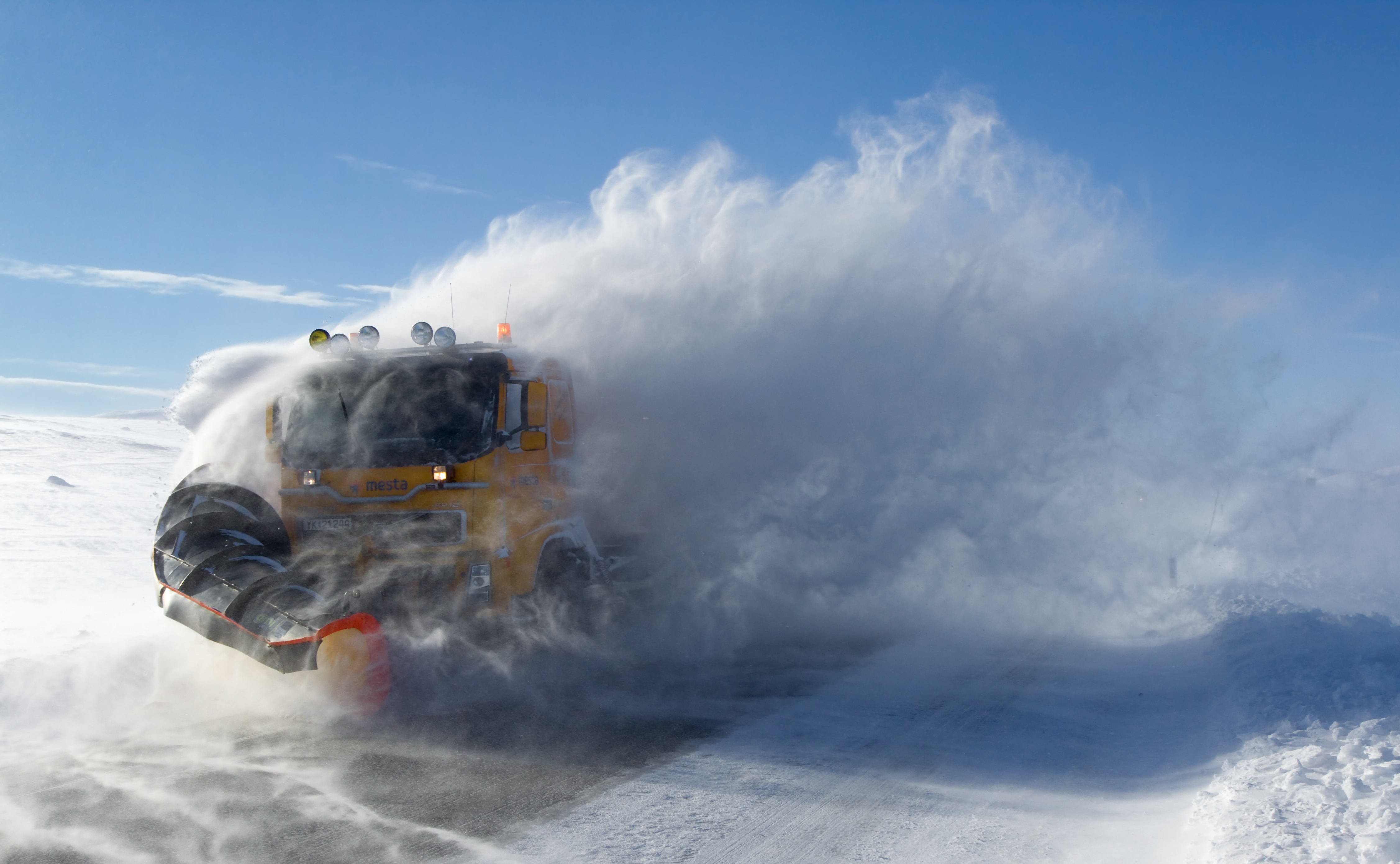
Winterdienst auf der E 6 auf dem Saltfjell
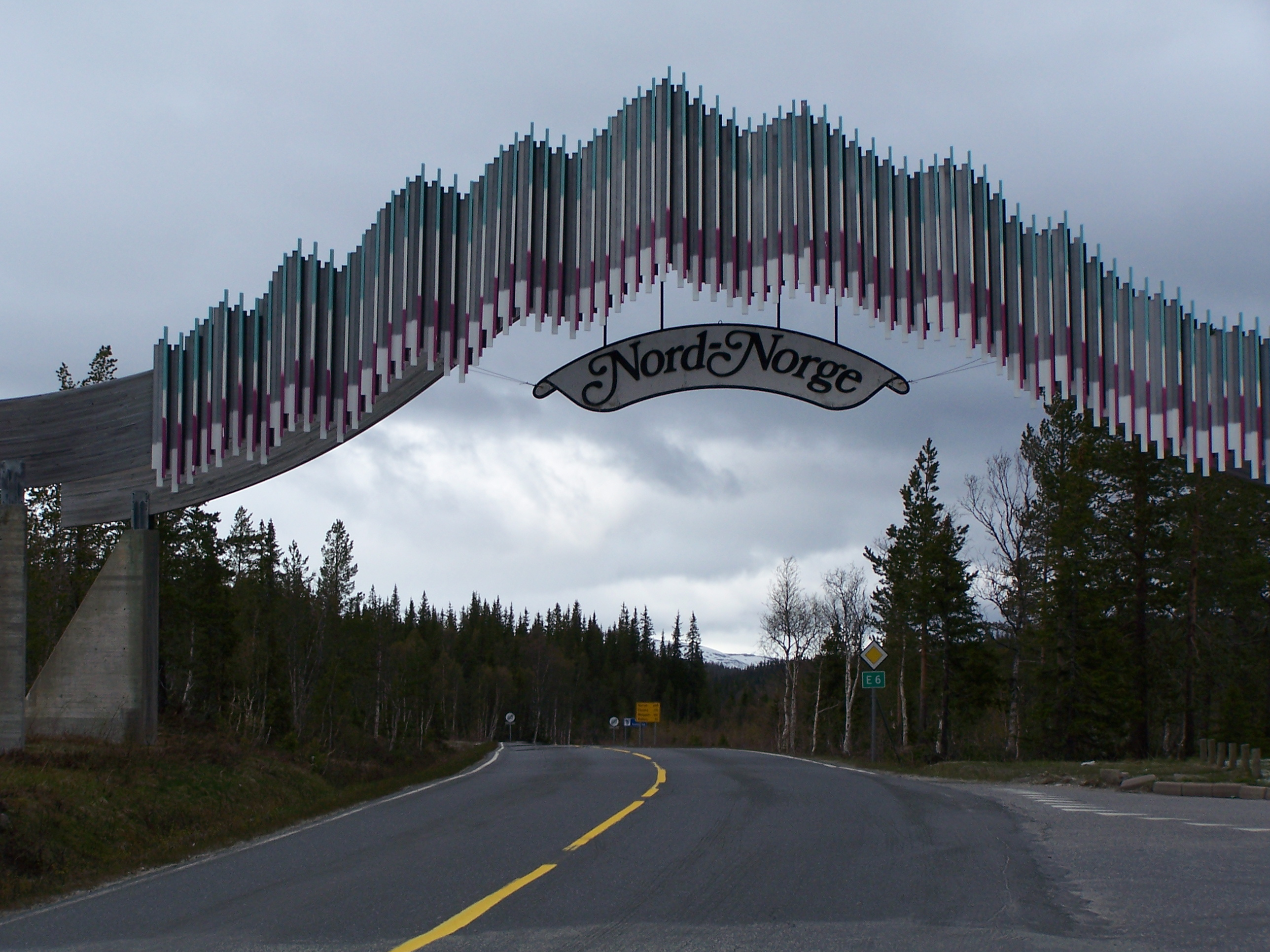
Einfahrt in die norwegische Provinz Nordland auf der E 6
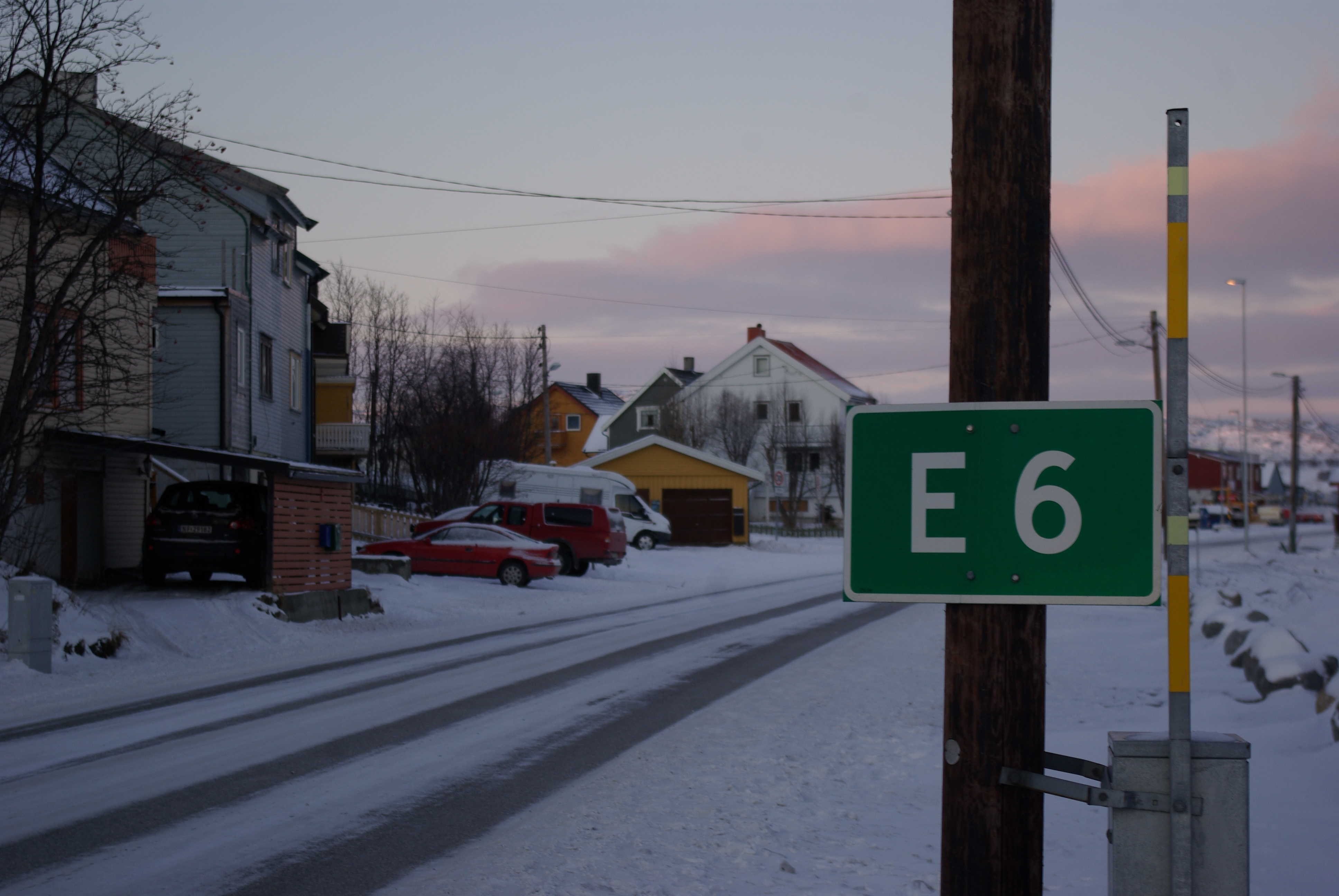
Ende der E 6 in Kirkenes